# Vilas Boas (Chaves)
Vilas Boas é uma povoação portuguesa sede da Freguesia de Vilas Boas do Município de Chaves, freguesia com 6,86 km² de área e 164 habitantes (censo de 2021), tendo, por isso, uma densidade populacional de 23,9 hab./km².

## Demografia
A população registada nos censos foi:
| Distribuição da População por Grupos Etários | Distribuição da População por Grupos Etários | Distribuição da População por Grupos Etários | Distribuição da População por Grupos Etários | Distribuição da População por Grupos Etários |
| -------------------------------------------- | -------------------------------------------- | -------------------------------------------- | -------------------------------------------- | -------------------------------------------- |
| Ano                                          | 0-14 Anos                                    | 15-24 Anos                                   | 25-64 Anos                                   | > 65 Anos                                    |
| 2001                                         | 37                                           | 29                                           | 101                                          | 51                                           |
| 2011                                         | 24                                           | 21                                           | 96                                           | 54                                           |
| 2021                                         | 16                                           | 13                                           | 72                                           | 63                                           |